# The Return of Richard Neal
The Return of Richard Neal è un cortometraggio muto del 1915. Il nome del regista non viene riportato.

## Trama
La figlia del proprietario di una galleria d'arte cade sotto il malvagio influsso del conte Nicola. Verrà salvata dall'intervento di un giovane ipnotizzatore che la sottrae all'incantesimo ipnotico del conte.

## Produzione
Il film fu prodotto dalla Essanay Film Manufacturing Company.

## Distribuzione
Distribuito dalla General Film Company, il film - un cortometraggio in tre bobine - uscì nelle sale cinematografiche USA il 17 aprile 1915.